# Lavassaare
Lavassaare (em estoniano:  Lavassaare vald) é um município rural estoniano localizado na região de Pärnumaa.